# パスカル・ヴェロ
パスカル・ヴェロ（Pascal Verrot, 1959年 - ）はフランスの指揮者。

## 人物
リヨン生まれ。ソルボンヌ大学を卒業後、パリ国立高等音楽院に進学し、指揮法を学ぶ。
1985年には民音指揮コンクールで第3位に入賞し、齋藤秀雄特別賞を受賞し、指揮者デビューをする。翌年からは小澤征爾の招請によってボストン交響楽団で活動を始める。また翌年の1987年にはリヨン歌劇場で歌劇『こうもり』を指揮、オペラデビューも果たす。

## 経歴
- 1986年 - 1990年：ボストン交響楽団副指揮者
- 1991年 - 1998年：ケベック交響楽団（英語版）音楽監督
- 1999年 - 2001年：新星日本交響楽団首席指揮者
- 2001年 - 現在：東京フィルハーモニー交響楽団首席客演指揮者
- 2003年 - 2010年：ピカルディ管弦楽団（フランス語版）音楽監督
- 2006年4月 - 2018年3月：仙台フィルハーモニー管弦楽団常任指揮者[1][2]
- 2009年 - 2010年：コンビエーヌ帝国劇場（フランス語版）芸術監督
- 2018年4月 - ：仙台フィルハーモニー管弦楽団 桂冠指揮者[3]
- 2023年 - Music and More Summer Festival（英語版） 音楽監督、指揮者[4][5]